# Пиластро (Ровиго)
Пиластро је насеље у Италији у округу Ровиго, региону Венето.
Према процени из 2011. у насељу је живело 87 становника. Насеље се налази на надморској висини од -2 м.